# Famille de Cardaillac (Végennes)
Pour les articles homonymes, voir Cardaillac (homonymie).
Ne doit pas être confondu avec la Famille de Cardaillac (Cardaillac).
La famille de Cardaillac , alias de Cardailhac, est une famille subsistante de la noblesse française de noblesse d'extraction, originaire du Quercy. Issue de la famille de  Cardaillac, seigneurs de Végennes, elle est maintenue noble en 1667 sur une filiation prouvée remontant à 1549.
Il y a des présomptions que cette famille de Cardaillac se rattache à l'ancienne famille de Cardaillac, aussi du Quercy, éteinte de nos jours (qui avait des armes différentes) et qui se divisa au Moyen-âge en un certain nombre de branches dont on ne connait pas la jonction, mais cette filiation n'est pas prouvée.
Il existe aussi une autre famille homonyme de Cardaillac, seigneurs de Lomné, en Bigorre, qui subsiste de nos jours et qui se réclame comme une branche détachée à une époque inconnue des Cardaillac du Quercy, mais cette communauté d'origine n'est pas prouvée et ne s'appuie que sur une longue tradition.

## Histoire
Régis Valette écrit que la famille subsistante de Cardaillac originaire du Quercy est une famille de noblesse d'extraction maintenue noble en 1667 sur preuves de 1549 et donne à cette famille les armes d'argent à la croix de gueules, au chef d'azur bastillé de cinq pièces.
Henri Jougla de Morenas écrit que la filiation de cette famille remonte à Jean de Cardaillac, écuyer, marié à Philippe de Caunac, dont il eut Edme de Cardaillac, écuyer, qui épouse en 1620 Antoinette de Vergnis, dont il eut Jean de Cardaillac, écuyer, seigneur de Végennes qui épouse en 1649 Jeanne de Fontanges et qui fut maintenu dans sa noblesse en 1667.
Louis de Ribier dans Recherche générale de la noblesse d'Auvergne (1907), mentionne les maintenues de noblesse pour  deux familles de Cardaillac:

- Famille de Cardaillac, seigneurs de Saint-Cernin et de Marival, qui a pour armes de gueules, au lion rampant d'argent, armé, couronné et lampassé d'or, sommé d'un lambel de même, accompagné de treize besants d'argent mis en orle : maintenue noble le  6 octobre 1666 sur preuves remontant à Gilbert de Cardaillac, baron de Saint-Sernin, conseiller au parlement de Toulouse, marié en 1573 à  Victoire d'Aquino, des princes de Melphes. Elle fut maintenue dans sa noblesse le 6 octobre 1666.

- Famille de Cardaillac, seigneurs de Végennes, qui a pour armes d'argent, à la croix de gueules, au chef d'azur bastillé de cinq pièces, maintenue noble le 7 janvier 1667 sur preuve remontant à Gabriel de Cardaillac, marié à Catherine de Corn par contrat du 22 mai 1541.
Les auteurs de l'Annuaire de la noblesse de 1900 écrivent : « Le nom de Cardaillac, ou Cardeilhac, et ses dérivés, est très répandu en Languedoc et en Quercy. Il a été porté notamment par trois familles d'ancienne noblesse, qui ne paraissent pas avoir entre elles de communauté d'origine, ou qui n'ont pu l'établir par des preuves authentiques. Celle des barons de Cardaillac en Quercy, d'origine chevaleresque, à laquelle ont voulu se rattacher les deux suivantes, s'est éteinte au milieu du siècle dernier. La seconde, aussi originaire du Quercy, a hérité de la première en 1757, en vertu d'un testament, et est représentée de nos jours par le marquis de Cardaillac, appelant du procès que nous relatons ci-après. Enfin la troisième, originaire du Bigorre, a été maintenue dans sa noblesse sur preuves établissant sa filiation depuis le XVe siècle et est représentée de nos jours notamment par un conseiller à la cour de Poitiers.».
La généalogie de la famille de Cardaillac subsistante, issue des seigneurs de Végennes, présente des lacunes et des obscurités qui ne permettent pas d'en induire avec certitude qu'elle se rattache à l'ancienne maison de Cardaillac en Quercy : le Cardaillac qui se présenta devant le commissaire du roi, en 1667, pour faire retenir l'acte de maintenue de noblesse, n'établit pas d'une manière précise et indiscutable qu'il faisait partie de la famille des Cardaillac-Quercy; la sentence du sénéchal de Brives, de 1742, rendue à la suite de difficultés ayant existé entre les curés de Vogennes et les Cardaillac, ne contient aucune mention qui puisse permettre d'affirmer que Bernard de Cardaillac qui y figure se rattachait à la maison de Quercy; le testament du marquis de Vareix en 1757 en faveur de Joseph de Cardaillac ne saurait avoir une sérieuse influence, puisqu'il n'est pasjustifié qu'il ait existé un lien de parenté entre le testateur et son légataire; l'enquête des chevaliers de Malte de 1772 ne remonte qu'à Géraud et Elie de Cardaillac que rien ne rattache d'une manière certaine à la maison de Cardaillac-Quercy.

## Généalogie
Cette famille était fixée au château de Végennes en Corrèze.
- Edme de Cardaillac, seigneur de Végennes, se maria
  - une première fois avec Françoise de Boussac, dont Jean de Cardaillac qui continue la branche de Végennes,
  - une seconde fois le 20 janvier 1620 avec Anne de Venye, dame de Freix-Anglards  et de Saint-Cernin (Cantal), nièce du Président Jehan de Vernyes, qui donnent la branche de Chassaing fixée en Haute-Auvergne[8].
- Jean de Cardaillac (? - 1752), seigneur de Végennes, capitaine d'artillerie, chevalier de Saint-Louis, épousa en 1711, Marie de La Ramière, héritière du château de La Treyne à Lacave[Laquelle ?], dont il eut un fils:
- François-Emmanuel de Cardaillac de La Treyne (? - 1782). Il épousa le 28 février 1748 Jeanne de Montalembert[8], qui lui donna six enfants, dont Joseph et Séverin:
  - Joseph de Cardaillac (1752-1822), seigneur de La Treyne à Pinsac, lieutenant du roi pour la province de Guyenne, marié en 1783 à Charlotte de Roquemaurel (1758-1804), fille de Jean de Roquemaurel, seigneur d'Espinassol à Ytrac, dont deux fils:
    - Auguste de Cardaillac, chef de bataillon dans le Ier régiment d'infanterie de la garde royale de Louis XVIII au moment de son mariage le 15 mars 1815 à Saint-Priest-Ligoure avec  Marie Anne Pétronille de Bony de Lavergne, dont deux fils, Étienne et Frédéric : 
      - Étienne de Cardaillac (1818-1879), membre de l'Académie des beaux-arts ;
      - Frédéric de Cardaillac, marié le 10 septembre 1817 à Monflanquin avec Elisabeth de Poulain de Trémons qui lui a donné au moins un fils: 
        - Henri de Cardaillac né le 4 juin 1818 au château de la Treyne, marié en 1843 à Souillac avec Rosalie Dufour, dont descendance masculine subsistante.

  - Séverin de Cardaillac (1766-1845), philosophe, sans alliance.

## Personnalités
- Étienne de Cardaillac (1818-1879), membre de l'Académie des beaux-arts.
- Séverin de Cardaillac (1766-1845), philosophe.

## Armes et titres
- D'argent à la croix de gueules, au chef d'azur bastillé de quatre pièces.[1]

Gustave Chaix d'Est-Ange écrit en 1909 que la famille de Cardaillac, issue des seigneurs de Végennes, est connue sous le titre de courtoisie de marquis de Cardaillac.
Le titre de marquis de Cardaillac a été relevé par après l'extinction des branches du Quercy par François-Emmanuel de Cardaillac qui fut investi de la propriété du fief noble de Cardaillac par lettres du 20 décembre 1759 de Louis XV, qui lui fit don de prélation de la baronnie et marquisat de Cardaillac en Quercy (le roi l'avait racheté au sieur de la Carrière qui l'avait lui-même acheté au comte de Bioules, des Cardaillac-Quercy). 
Charondas dans A quel titre? (1970) indique que le titre de marquis de Cardaillac est un titre « emprunté ».
Régis Valette, dans son  Catalogue de la noblesse française (2007), ne donne pas de titre à cette famille.